# Tiberiu Popoviciu
Tiberiu Popoviciu (Arad, 16 febbraio 1906 – Bucarest, 29 dicembre 1975) è stato un matematico rumeno, membro dell'Accademia Rumena.

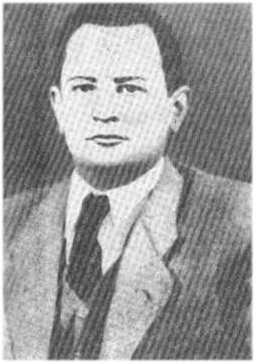
Tiberiu Popoviciu

Ultimò il liceo ad Arad (Collegio Nazionale "Moise Nicoară"), per poi iscriversi alla Facoltà di Scienza di Bucarest. Nel 1946 fu nominato professore all'Università di Cluj (analisi matematica). Gli si deve la formulazione della Diseguaglianza di Popoviciu.